# Navia de Suarna
Navia de Suarna és un municipi de la província de Lugo a Galícia. Pertany a la Comarca dos Ancares.
| 6.670 | 6.633 | 6.546 | 3.773 | 1.732 |
| Fonts: INE i IGE (Els criteris de registre censal variaren i les dades de l'INE i de l'IGE poden no coincidir.) |       |       |       |       |

## Personatges il·lustres
- Antón Santamarina Fernández (n. 1942).

## Parròquies
- Barcia (San Miguel)
- Cabanela (Santa María)
- Castañedo (Santiago)
- Folgueiras (Santa Eufemia)
- Freixís (San Pedro)
- Galegos (Santiago)
- Moia (Santiago)
- Mosteiro (San Salvador)
- Muñís (San Xosé)
- Penamil (Santiago)
- Pin (Santa María)
- A Proba de Navia (Santa María Madanela)
- Queizán (Santiago)
- Rao (Santa María)
- A Ribeira (Santo Estevo)
- Ribón (Santa Mariña)
- Sevane, San Xoán de
- Son (Santa María)
- Vallo (Santa Mariña)
- Vilarpandín (Santo Estevo)